# Belgische Exclusieve Economische Zone

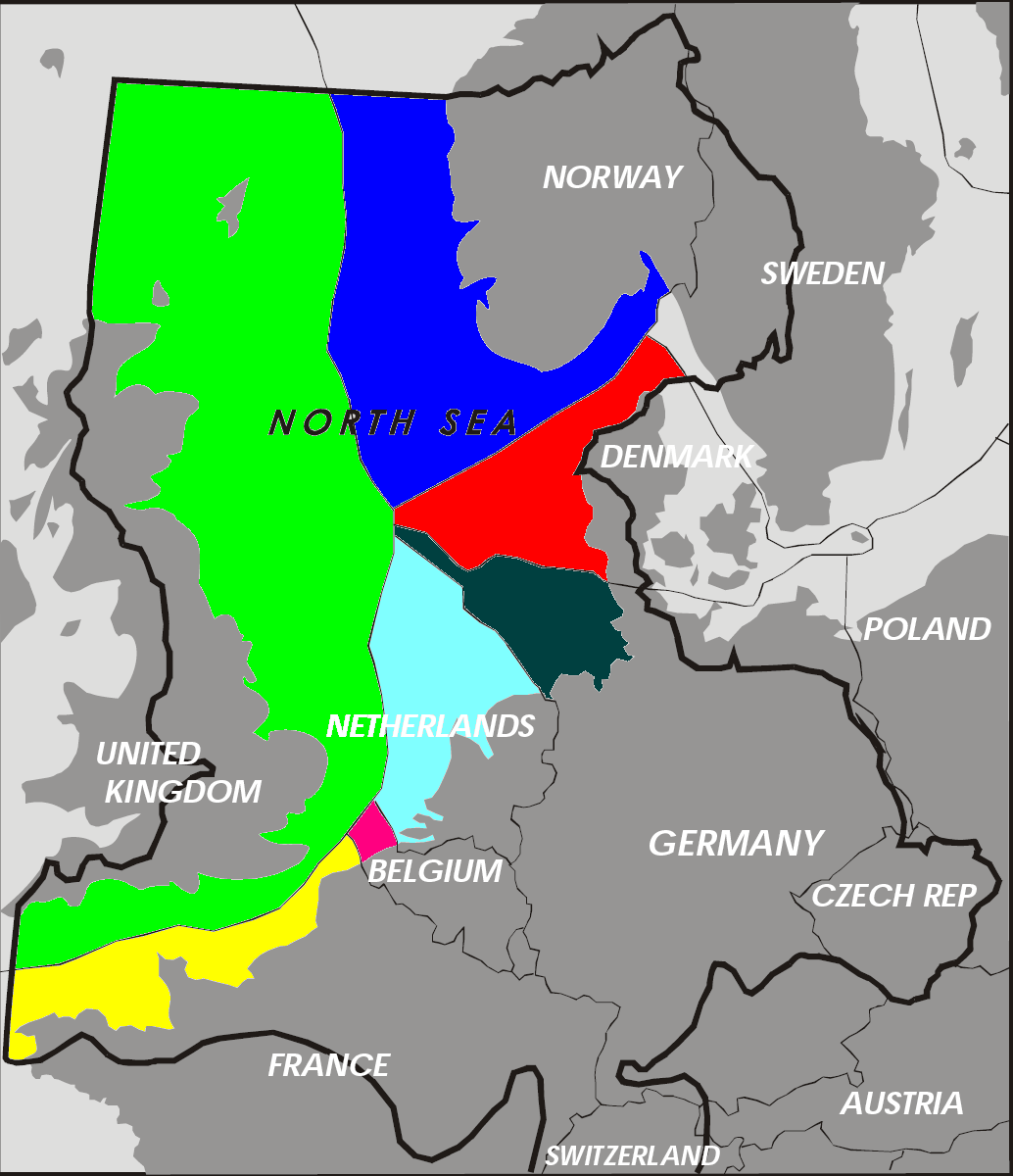
Exclusieve economische zones in de Noordzee.

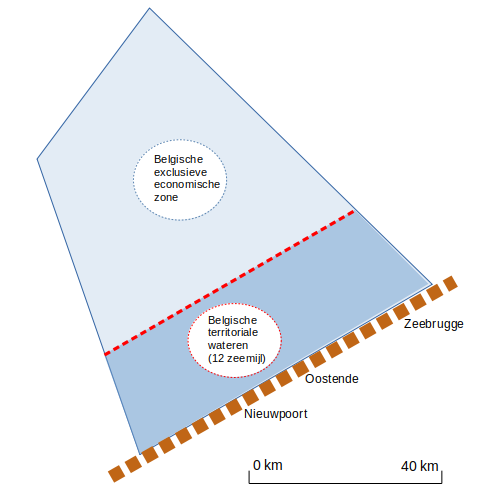
Schematische voorstelling van de Belgische EEZ.

De Belgische Exclusieve Economische Zone is een deel van de Noordzee dat niet tot het grondgebied behoort maar waarover België wel bepaalde rechten laat gelden in overeenstemming met het internationaal zeerecht. Deze exclusieve economische zone is ingesteld in 1999. Tot de EEZ behoren niet alleen de wateren boven de zeebodem, maar ook de zeebodem zelf en de ondergrond. Het luchtruim valt erbuiten. Binnen de zone moet België bepaalde rechten garanderen in verband met vrije scheepvaart, overvliegen of de aanleg van kabels en leidingen.
De EEZ begint voorbij de territoriale wateren (de zogenaamde twaalfmijlszone; 12 zeemijl = 22.224,00 m = 22,224 km) en valt qua oppervlakte samen met het Belgisch continentaal plat. Ze beslaat 2.017 km² van het Belgisch deel van de Noordzee (zelf 3.454 km² groot). Het verste punt ervan reikt 87 km in zee.
De voornaamste economische activiteiten die er worden uitgeoefend zijn visserij, mosselcultuur, energieopwekking, zandwinning en dumpen van baggerspecie.
De Belgische EEZ valt samen met de nationale visserijzone. Nochtans mag ook in de territoriale wateren worden gevist. De EEZ omvat voorts een aansluitende zone. 